# Alberto Urso

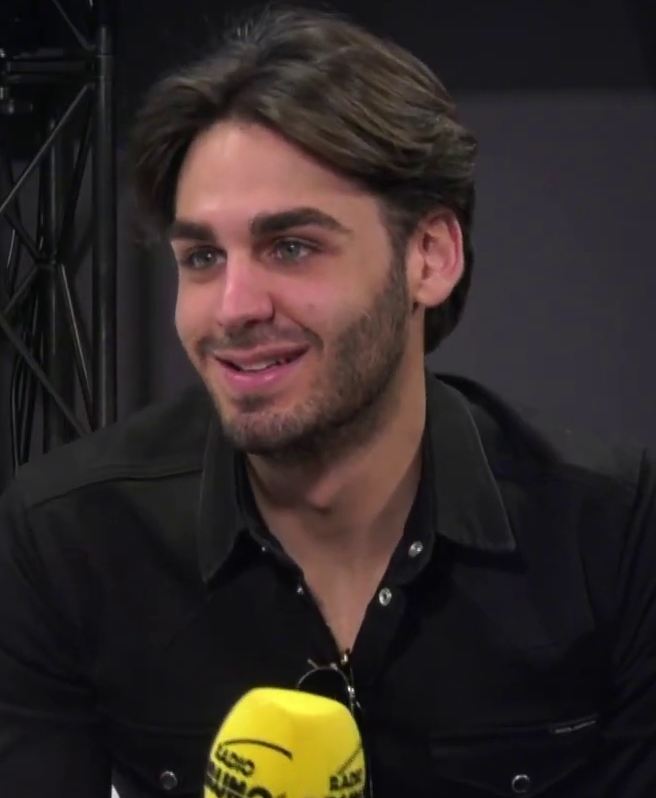
Alberto Urso, 2020

Alberto Urso (* 23. Juli 1997 in Messina) ist ein italienischer Sänger. Er gewann 2019 die Castingshow Amici di Maria De Filippi.

## Werdegang
Urso interessierte sich früh für Musik und lernte neben Gesang auch Klavier, Saxophon und Schlagzeug. 2010 nahm er an der Kinder-Castingshow Ti lascio una canzone teil. Danach studierte er Musiktheorie am Konservatorium von Messina und Operngesang (Tenor) am Konservatorium von Matera. 2017 erhielt er die Möglichkeit, ein Duett mit Katia Ricciarelli zu singen. 2018 nahm er an der 18. Staffel von Amici di Maria De Filippi teil und ging 2019 als Sieger aus der Castingshow hervor. Im Laufe der Show veröffentlichte er sein Debütalbum Solo. Ende des Jahres wurde seine Teilnahme am Sanremo-Festival 2020 angekündigt. Dort präsentierte er das Lied Il sole ad est.

## Diskografie

### Alben
| Jahr | Titel          | Höchstplatzierung, Gesamtwochen, AuszeichnungChartplatzierungen (Jahr, Titel, Platzierungen, Wochen, Auszeichnungen, Anmerkungen) | Höchstplatzierung, Gesamtwochen, AuszeichnungChartplatzierungen (Jahr, Titel, Platzierungen, Wochen, Auszeichnungen, Anmerkungen) | Anmerkungen                  |
| Jahr | Titel          | IT | CH | Anmerkungen                  |
| ---- | -------------- | --- | --- | ---------------------------- |
| 2019 | Solo           | IT1 Gold · (18 Wo.)IT | CH85 (1 Wo.)CH | Universal Verkäufe: + 25.000 |
| 2020 | Il sole ad est | IT2 (11 Wo.)IT | — |                              |

### Singles
| Jahr | Titel Album    | Höchstplatzierung, Gesamtwochen, AuszeichnungChartsChartplatzierungen (Jahr, Titel, Album, Platzierungen, Wochen, Auszeichnungen, Anmerkungen) | Anmerkungen |
| Jahr | Titel Album    | IT | Anmerkungen |
| ---- | -------------- | --- | ----------- |
| 2020 | Il sole ad est | IT71 (1 Wo.)IT |             |

## Belege
1. 1 2  Chi è Alberto Urso: il cantante lirico vincitore di Amici di Maria De Filippi 18. In: TVzap. 26. Mai 2019, abgerufen am 26. Mai 2019 (italienisch).
2. ↑  Chartquellen:
  - Alben von Alberto Urso. In: Italiancharts.com. Hung Medien, abgerufen am 26. Mai 2019.
  - Alben von Alberto Urso. Schweizer Hitparade, abgerufen am 5. Juni 2019.
3. ↑  Auszeichnungsarchiv. FIMI, abgerufen am 17. Juni 2019 (italienisch).
4. ↑  Archivio Top Singoli. FIMI, abgerufen am 1. Juni 2021.

| Personendaten    | Personendaten        |
| ---------------- | -------------------- |
| NAME             | Urso, Alberto        |
| KURZBESCHREIBUNG | italienischer Sänger |
| GEBURTSDATUM     | 23. Juli 1997        |
| GEBURTSORT       | Messina              |